# Mechilta
Mechilta (aram.: miara, prawo, reguła) – w judaizmie najstarsze, powstałe w okresie tannaitów, midrasze halachiczne interpretujące i komentujące historie zawarte w Księdze Wyjścia (12–23). Powstały na przełomie I i II w. w szkole rabina Izmaela Ben Elizeusza. Nazwa Mechilta była użyta także w tytułach dwóch innych midraszy halachicznych: Mechilta de-Rabi Iszmael i Mechilta de-Rabi Simeon ben Jochaj (zob. Szymon bar Jochaj).